# Alaysha Johnson
Alaysha Johnson (20 de julio de 1996) es una deportista estadounidense que compite en atletismo, especialista en las carreras de vallas. En los Juegos Panamericanos de 2023 obtuvo una medalla de bronce en la prueba de 100 m vallas.

## Palmarés internacional
| Juegos Panamericanos | Juegos Panamericanos | Juegos Panamericanos | Juegos Panamericanos |
| Año                  | Lugar                | Medalla              | Prueba               |
| -------------------- | -------------------- | -------------------- | -------------------- |
| 2023                 | Santiago (Chile)     | Medalla de bronce    | 100 m vallas         |